# Joanna Rubin Dranger
Joanna Rubin Dranger (née le 1er mars 1970 à Stockholm) est une auteure de bande dessinée et illustratrice suédoise reconnue pour ses bandes dessinées auto-fictionnelles humoristiques dessinées dans un style symboliste.

## Distinction
- 2002 : Prix Urhunden du meilleur album suédois pour Fröken Märkvärdig och karriären
- 2022 : prix Adamson du meilleur auteur suédois pour l’ensemble de son œuvre[1]